# Железнодорожный транспорт в Тунисе

Железные дороги на карте страны

Железнодорожный транспорт в Тунисе — Тунисские железные дороги, Société Nationale des Chemins de Fer Tunisiens (SNCFT) — железнодорожная сеть Туниса.
По состоянию на 2006 год железнодорожная сеть Туниса имела длину свыше 1900 км, из них:
- метровая колея с шириной колеи (1000 мм) — 1674 км, 65 километров которых электрифицированы и
- европейская колея (1435 мм) — 471 км.[3]

Число сотрудников — около 6000. Компанией предоставляются услуги как по доставке грузов, так и пассажиров.

## Подвижной состав
- Тепловозы М41 венгерского производства.
- Электропоезда Siemens немецкого производства.[5]

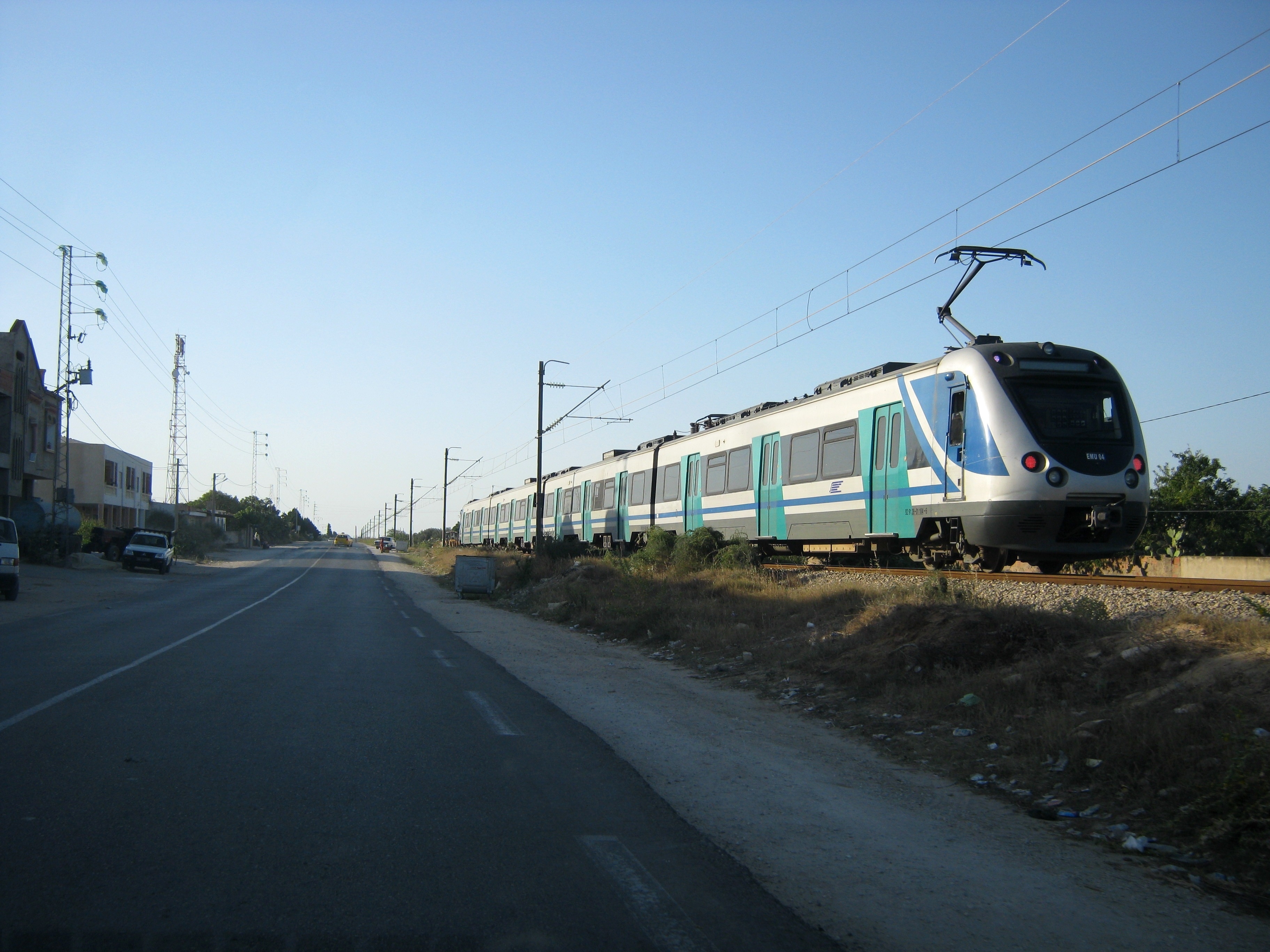
Типовая тунисская электричка на перегоне Махдия — Монастир линии «Метро Сахель»
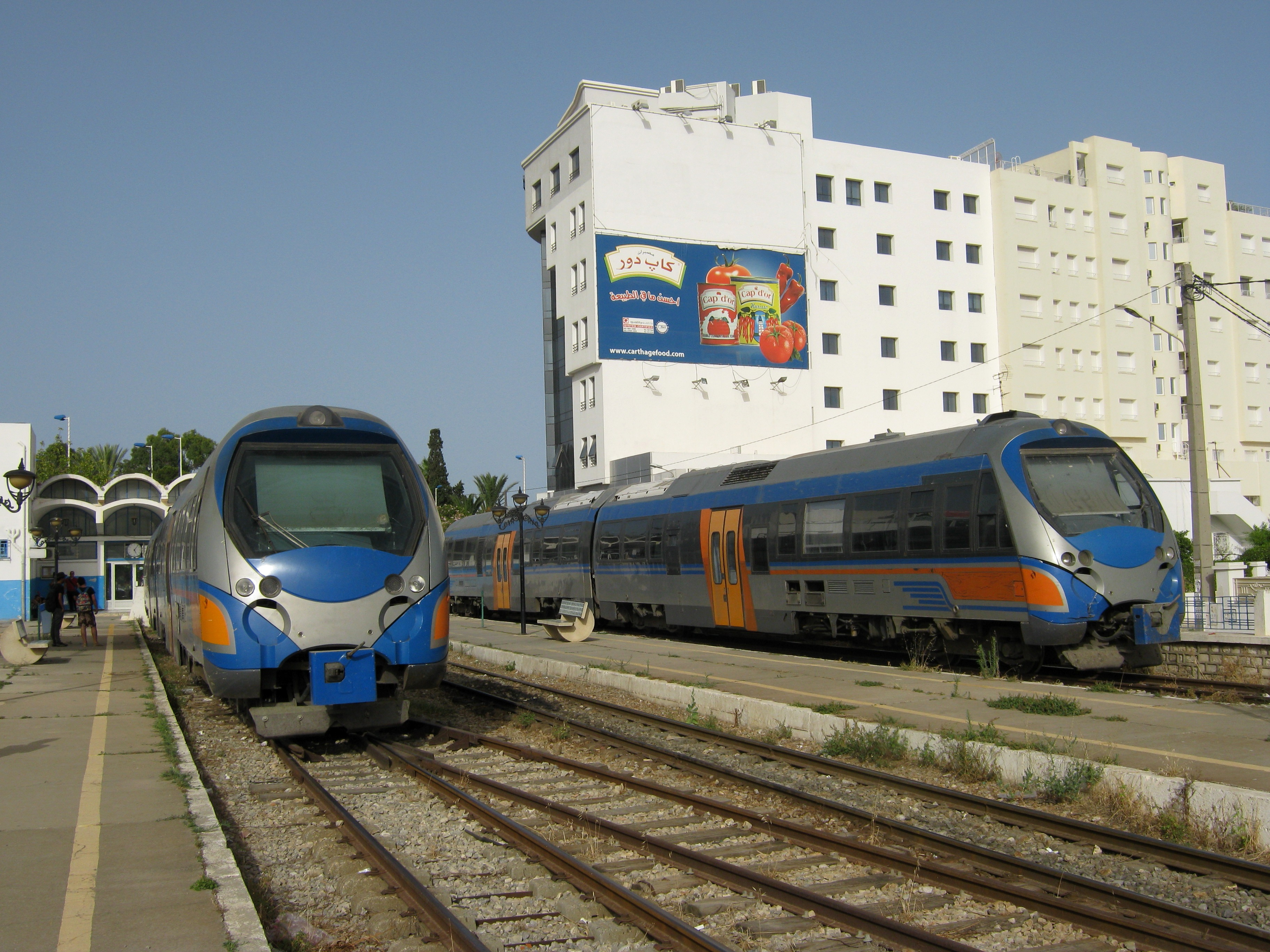
Рельсовые автобусы на вокзале в Набуле
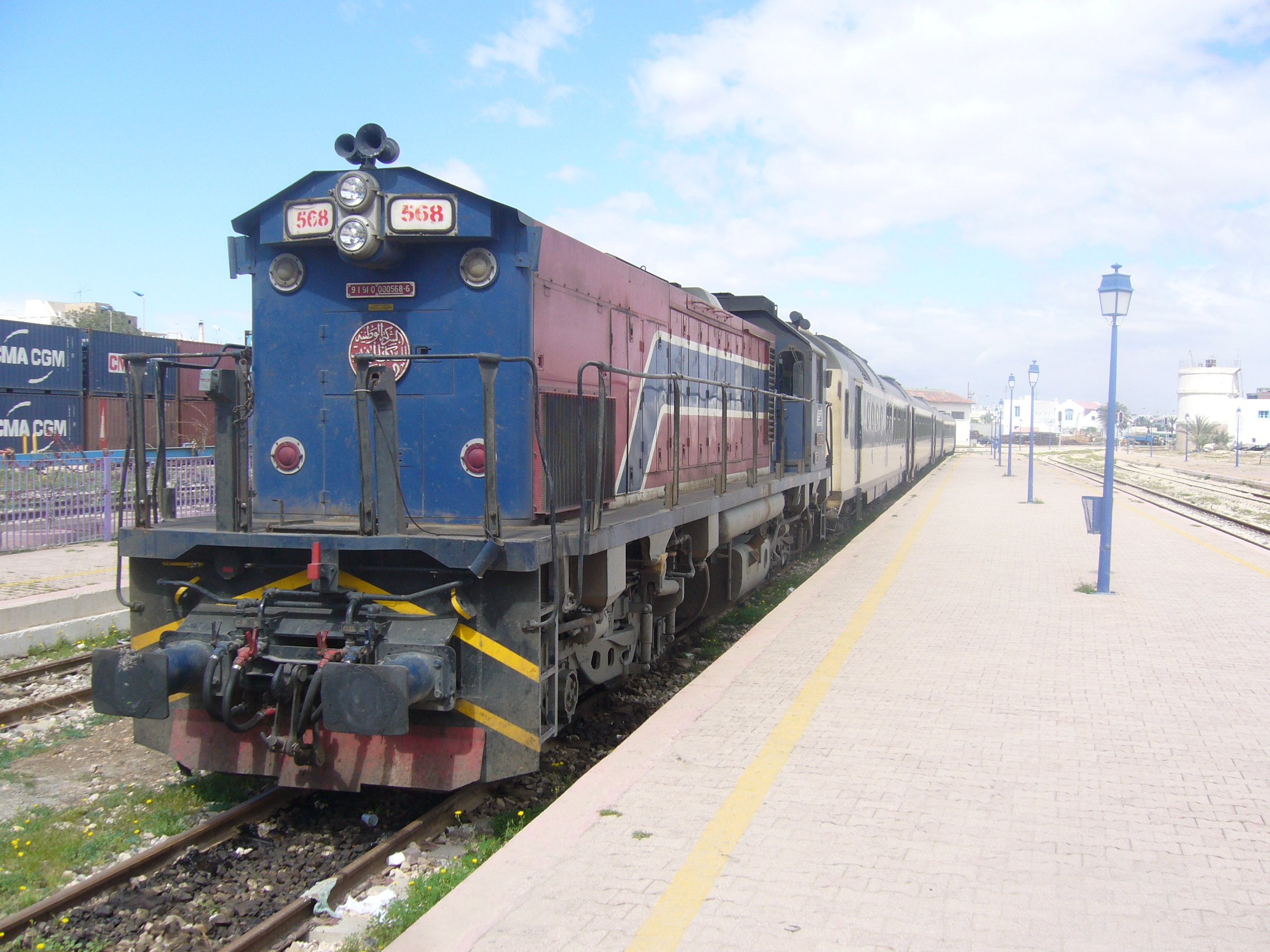
Тепловоз на перроне станции Сфакс
Логотип компании

## Железнодорожные связи со смежными странами
- Алжир — да, одинаковая колея нет 1435 мм.
- Ливия — нет, одинаковая колея — 1435 мм.